# Мајкл Метјуз
Мајкл Џејмс Метјуз (енгл. Michael James Matthews; 26. септембар 1990) аустралијски је професионални бициклиста који тренутно вози за UCI ворлд тур тим — Џејко—алула. Трипут је освојио Гран при сајклисте де Квебек, док је по једном освојио Класик де Алмерија, Гран при сајклисте де Монтреал, класификацију по поенима на Тур де Франсу, Бретање класик, UCI Океанија тур такмичење и Ешборн—Франкфурт. На Тур де Франсу је остварио четири етапне побједе, док је на Ђиро д’Италији и Вуелта а Еспањи остварио по три. На Свјетском друмском првенству освојио је једну сребрну и двије бронзане медаље у друмској трци, док је освојио једну бронзану медаљу у екипном хронометру за тим Орика—скот, једну златну и једну сребрну за тим Санвеб, као и једну бронзану у мјешовитом екипном хронометру, након укидања екипног хронометра за тимове.
Познат је као добар спринтер који може да иде добро по брдима и да побјеђује на кратким, стрмим успонима.

## Каријера

### Почетак каријере
Имао је школарину Аустралијског института за спорт, а каријеру је почео 2010. године у тиму Џејко—скинс, са којим је освојио друмску трку на Свјетском првенству за возаче до 23 године, док је Ронде ван Фландерен за возаче до 23 године завршио на другом мјесту, иза Марка Кумпа. Године 2011. прешао је у Рабобанк, гдје су били Оскар Фреире и Тео Бос]]. На првој трци у сезони, Тур даун андеру, остварио је побједу на трећој етапи, завршио је на четвртом мјесту у генералном пласману и на другим мјесту у класификацији по поенима, испред Марка Кевендиша и Андреа Грајпела. На првој трци у Европи, Вуелта а Мурсији, остварио је побједу на првој етапи и носио је лидерску мајицу на једној етапи.
Године 2012. освојио је класик де Алмерија трку у фебруару, испред Борута Божича, што је била прва побједа за Рабобанк у сезони. У августу је остварио етапну побједу на Тур оф Јута трци и освојио је спринт класификацију.

### 2013—2016
На крају 2012. потписао је двогодишњи уговор са аустралијским тимом Орика—гринеџ. Прву побједу у сезони остварио је у августу, на Тур оф Јута трци, гдје је остварио двије етапне побједе и освојио је спринт класификацију. Исте године возио је своју прву гранд тур трку — Вуелта а Еспању, гдје је остварио двије етапне побједе, на петој и последњој, етапи 21, побиједивши у спринту Тајлера Фарара.
Године 2014. завршио је Брабантсе пајл на другом мјесту, иза Филипа Жилбера, након чега је по први пут возио Ђиро д’Италију. На првој етапи, тим Орика—гринеџ је побиједио на екипном хронометру и Свејн Тафт је узео прву лидерску мајицу. На другој етапи, завршио је на осмом мјесту у спринту и преузео је розе мајицу за лидера, као и бијелу мајицу за најбољег младог возача. На шестој етапи побиједио је у спринту на успону испред Тима Веленса и Кадела Еванса, чиме је остварио прву побједу на Ђиру и преузео је вођство и у класификацији по поенима. На осмој етапи је изгубио доста времена и изгубио је све три мајице, након чега је на деветој етапи учествовао у паду и прије почетка етапе 11 напустио је трку. У јуну је возио Тур оф Словенију, гдје је побиједио на хронометру на првој етапи, завршио је други на другој етапи, иза Сонија Колбрелија и освојио је класификацију по поенима. Требало је да вози Тур де Франс али је због пада на тренингу неколико дана прије почетка трке морао да одустане и возио је Вуелта а Еспању. На трећој етапи побиједио је на успону испред Данијела Мартина и Хоакима Родригеза и узео је црвену мајицу за лидера трке од Алехандра Валвердеа. Четврту етапу је завршио на трећем мјесту и преузео је вођство и у класификацији по поенима, али је на петој етапи Џон Дегенколб побједом преузео мајицу, док је на шестој етапи изгубио доста времена и Валверде је побједом поново преузео лидерску мајицу.
Године 2015. остварио је етапну побједу и освојио је класификацију по поенима на Париз—Ници, након чега је завршио Милано—Санремо на трећем мјесту, иза Дегенколба и Александера Кристофа. На Вуелта ал Паис Баско трци остварио је побједу на првој етапи у спринту групе од око 50 возача и носио је лидерску мајицу на двије етапе. Средином априла, завршио је Брабантсе пајл на другом мјесту, одспринтавши Жилбера у групи која је дошла иза Бена Херманса. Четири дана касније, завршио је Амстел голд рејс на трећем мјесту у спринту мале групе која је дошла на циљ, иза Михала Квјатковског и Валвердеа. У мају је возио Ђиро д’Италију, гдје је на првој етапи тим Орика—гринеџ побиједио на екипном хронометру и Сајмон Геранс је узео прву лидерску мајицу. Другу етапу је завршио на седмом мјесту и преузео је розе мајицу за лидера трке. На трећој етапи је побиједио испред Фабија Фелинеа и Жилбера, чиме је остварио своју другу побједу на Ђиру и каријери, а Ђиро је напустио прије почетка етапе 14, како би се спремио за Тур де Франс. На Тур де Свис трци у јуну, остварио је побједу на четвртој етапи, возећи иза Петера Сагана и одспринтао га је у последњим метрима. У јулу, по први пут је возио Тур де Франс, гдје је добио награду за најагресивнијег возача на петој етапи, јер је наставио трку упркос томе што је у паду на трећој етапи поломио два ребра. У септембру, завршио је Гран при сајклисте де Квебек на другом мјесту, иза Ригоберта Урана који је остварио соло побједу, након чега је друмску трку на Свјетском првенству завршио на другом мјесту, иза Петера Сагана.
Године 2016. побиједио је на прологу на отварању Париз—Нице секунду испред Тома Димулена, а затим је побиједио на другој етапи у спринту; првобитно је завршио на другом мјесту, иза Насера Буанија, али је Буани помјерен на последње мјесто у групи због гурања Метјуза у спринту. Захваљујући добрим резултатима на осталим етапама, освојио је класификацију по поенима. У априлу је завршио Брабантсе пајл и Амстел голд рејс на петом мјесту, а затим је освојио Вуелта а ла Риоха трку. Возио је Тур де Франс по други пут, гдје је остварио побједу из бијега од седам возача на десетој етапи, одспринтавши Сагана, чиме је остварио побједу на све три гранд тур трке. У финишу сезоне завршио је друмску трку на Свјетском првенству на четвртом мјесту у спринту, иза Сагана, Кевендиша и Тома Бонена.
У августу 2016. објављено је да ће прећи у тим Санвеб за сезону 2017.

### 2017—2020
Године 2017. прву побједу за тим Санвеб остварио је на првој етапи Вуелта ал Паис Баско трке, гдје је носио лидерску мајицу на двије етапе, а крајем априла, завршио је Лијеж—Бастоњ—Лијеж на четвртом мјесту, иза Валвердеа, Данијела Мартина и Квјатковског. На Тур де Свис трци, остварио је побједу на трећој етапи и преузео је лидерску мајицу, коју је носио на једној етапи. На Тур де Франс је дошао са намјером да се бори за класификацију по поенима. На четвртој етапи, петоструки узастопни освајач класификације — Петер Саган, гурнуо је Марка Кевендиша у спринту на циљу, због чега је дисквалификован, а Кевендиш је морао да напусти Тур. На етапи 14, побиједио је испред Грега ван Авермата и Едвалда Босон Хагена у спринту на успону, што му је била друга етапна побједа на Тур де Франсу. На етапи 16, тим Санвеб је возио јако по успонима и Марсел Кител, који је био лидер класификације по поенима је отпао, а Метјуз је у спринту побиједио испред Босон Хагена и Дегенколба, приближивши се Кителу у класификацији. На етапи 17 Кител је пао и напустио је трку, захваљујући чему је Метјуз преузео зелену мајицу, за лидера класификације по поенима. Мајицу је сачувао до краја трке, а на последњој етапи на Јелисејским пољима завршио је на 11 мјесту и освојио је класификацију испред Андреа Грајпела. У финишу сезоне освојио је златну медаљу у екипном хринометру на Свјетском првенству, гдје су за тим Санвеб возили још Том Димулен, Ленард Кемна, Вилко Келдерман, Серен Краг Андерсен и Сем Омен. Недељу дана касније, освојио је бронзану медаљу у друмској трци, завршивши иза Сагана и Кристофа.
Године 2018. завршио је Милано—Санремо на седмом мјесту, након чега је у априлу Флеш Валон завршио на петом мјесту и остварио је побједу на прологу на Тур де Романди трци. У мају, завршио је Ешборн—Франкфурт на другом мјесту, иза Кристофа, након чега је возио Тур де Свис, гдје је шест од девет етапа завршио у првих 10 и у класификацији по поенима завршио је на другом мјесту, са истим бројем бодова као и Саган, али је Саган освојио класификацију јер је остварио једну етапну побједу. У јулу је возио Тур де Франс, гдје је прву етапу у спринту завршио на седмом мјесту, али је због температуре и болести напустио трку прије почетка пете етапе. Средином августа, остварио је једну етапну побједу и завршио је Бинкбанк тур на другом мјесту у генералном пласману, пет секунди иза Матеја Мохорича. У септембру, освојио је Гран при сајклисте де Квебек испред Ван Авермата и Јаспера Стојвена, а два касније освојио је Гран при сајклисте де Монтреал испред Колбрелија и Ван Авермата, поставши други возач у историји који је освојио оба лаурентијска класика у истој сезони, након Сајмона Геранса 2014. На крају сезоне возио је Свјетско првенство, гдје је са тимом Санвеб освојио сребрну медаљу у екипном хронометру, завршивши 18 секунди иза тима Квик—степ флорс.
Године 2019. остварио је двије етапне побједе и освојио је класификацију по поенима на Вуелта а Каталуњи, након чега је по први пут возио Ронде ван Фландерен, девет година након што је завршио на другом мјесту трку за возаче до 23 године и завршио је на шестом мјесту, док је побиједио Алберто Бетиол. Десет дана касније завршио је Брабантсе пајл на четвртом мјесту у спринту четворочлане групе која је дошла на циљ, завршивши иза Метјуа ван дер Пула, Жилијена Алафилипа и Тима Веленса. У јулу је возио Тур де Франс, гдје је осам од првих десет етапа завршио у првих десет, али до краја трке није успио да оствари етапну побједу и завршио је на петом мјесту у класификацији по поенима. У финишу сезоне освојио је Гран при сајклисте де Квебек другу годину заредом.
Године 2020. возио је Париз—Ницу у марту, након чега је прекинута читава сезона у бициклизму због пандемије ковида 19, а трке су или одложене или отказане. Након што се сезона наставила у августу, завршио је Милано—Санремо на трећем мјесту, иза Ваута ван Арта и Алафилипа, а затим је освојио Бретање класик испред Луке Мезгеца и Флоријана Сенешала. Није изабран у састав тима за Тур де Франс, због чега је возио Ђиро д’Италију, први пут послије 2015. године. Шесту етапу је завршио на другом мјесту иза Арноа Демара, док је седму завршио на трећем мјесту, иза Демара и Сагана. У један сат ујутру прије почетка десете етапе, доктор му је ушао у собу и обавијестио га је да је позитиван на корона вирус због чега мора да напусти трку. Дан касније, тест који је урадио био је негативан, као и наредни неколико дана касније, али је одлучио да заврши сезону.

### 2021—
У августу 2020. потписао је двогодишњи уговор са тимом Мичелтон—скот, који је касније промијенио назив у Бајкесчејнџ, након што је Санвеб пристао да га ослободи од уговора.
Сезону 2021. почео је на Париз—Ници, гдје је другу етапу завршио на трећем мјесту, иза Сеса Бола и Мадса Педерсена. Крајем марта завршио је Милано—Санремо на шестом мјесту, а Амстел голд рејс на четвртом, одспринтавши групу која је на циљ дошла три секунде иза Ван Арта, Тома Пидкока и Максимилијана Шахмана. У јулу је возио Тур де Франс, гдје је прву етапу завршио на другом мјесту, иза Алафилипа. Није успио да оствари побједу, а у класификацији по поенима завршио је на другом мјесту, скоро 50 поена иза Марка Кевендиша, који је освојио класификацију по други пут, десет година након што је освојио први пут.
Године 2022. завршио је Милано—Санремо на четвртом мјесту 19. марта, а два дана касније остварио је побједу на првој етапи Вуелта а Каталуње у спринту испред Сонија Колбрелија, што му је била прва побједа од повратка у тим. Након што су прошли кроз циљ, Колбрели је доживио срчани удар. У јуну је освојио класификацију по поенима на Тур де Свис трци, гдје је једну етапу завршио на другом мјесту, а једну на трећем. На Тур де Франсу, шесту етапу је завршио на другом мјесту, изгубивши у спринту од Погачара, након чега је осму етапу завршио такође на другом мјесту, изгубивши у спринту од Ван Арта. На етапи 14 отишао је у бијег заједно са великом групом возача, која је стекла предност од преко 14 минута. На последњем успону, Алберто Бетиол је напао, Метјуз га је затим достигао и отишао од њега, остваривши соло побједу, прву на Туру након 2017. године. У септембру завршио је Гран при сајклисте де Квебек на другом мјесту, одспринтавши групу која је дошла на циљ четири секунде иза Беное Коснефроа. У финишу сезоне, са Аустралијом је освојио бронзану медаљу у мјешовитом екипном хронометру на Свјетском првенству, након чега је освојио бронзану медаљу и у друмској вожњи, завршивши иза Ремка Евенепула и Кристофа Лапорта.
Године 2023. завршио је првенство Аустралије на трећем мјесту, иза Лука Плапа и Сајмона Кларка, након чега је Кадел Еванс грејт океан роад рејс завршио на четвртом мјесту, гдје је Маријус Мајрхофер остварио прву побједу у каријери. У мају је возио Ђиро д’Италију, гдје је остварио побједу на трећој етапи у спринту, испред Мадса Педерсена, што му је била прва побједа на Ђиру након 2015. године.

## Приватни живот
У августу 2015. године вјенчао се са Словакињом Катарином Хајзер.